# Kursiv (Zeitung)
Die Kursiv (russisch Курсивъ) ist eine in Russisch erscheinende Wochenzeitung in Kasachstan und Usbekistan im Format A2. Die Themenbereiche auf den zwölf Seiten sind vor allem Wirtschaft und Politik.
Die Zeitung ist auf wirtschaftliche Themen spezialisiert. Sie gibt Analysen des Börsenmarktes und einmal im Monat auch des Immobilienmarktes.
Das Blatt informiert über die Ereignisse in Politik und Wirtschaft und über die Börsenentwicklung und den Währungsmarkt. Weitere Themenbereiche sind die gesellschaftlichen Events und der Finanzmarkt. Auch über Kultur in Kasachstan und die High-Tech Branche wird berichtet.